# 大津算盤
大津算盤（おおつそろばん）は、日本式のそろばんのルーツ。かつては「算盤といえば大津、大津といえば算盤」と全国的に名を馳せた。現代のものと異なり、五つ玉が2つある。

## 歴史

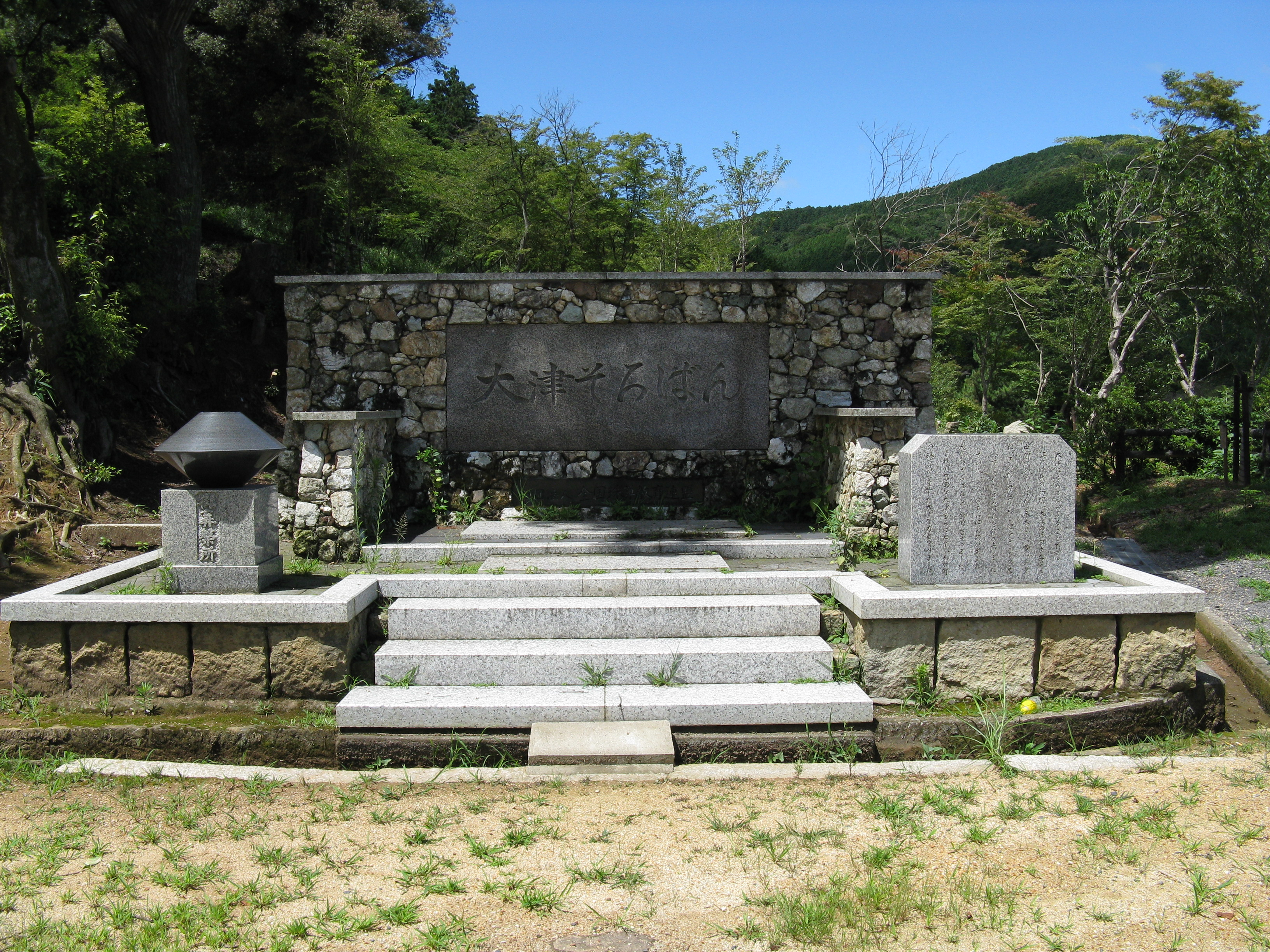
園城寺の大津そろばん顕彰碑

慶長17年（1612年）、追分の住人片岡庄兵衛が長崎奉行長谷川左衛藤広に随行し長崎に行った。片岡は同地で明人からそろばんの見本と使い方を習い、帰郷後に研究を重ね、日本人に適した形に改良した。その後江戸幕府から「御本丸勘定方御用調達」に任命され算盤の家元となり、制作方法の伝授・価格の決定等を一任された。明治に至るまでの300年間その名をとどろかせたが、明治になって鉄道開通に伴う立ち退き等の影響を受け、廃れた。
現代において生産高8割を占める播州そろばんは、 天正年間の三木城落城に際して大津に避難してきた人々が、技術を習得し持ち帰ったものである。

## 現在
制作道具などが現存しており、大津市指定文化財になっている。また園城寺には 大津そろばん顕彰碑が立つ。